# Carbonemys
Genre
Espèce
Carbonemys est un genre fossile de tortues pleurodires qui vivaient en Colombie au cours du Paléocène, il y a entre environ 60 et 57 millions d'années (Ma). Il n'est représenté que par une seule espèce, Carbonemys cofrinii.

## Historique
Carbonemys a été trouvé en 2005 dans la mine de charbon de Cerrejón, en Colombie, et décrit par Edwin A. Cadena (d) et al. en 2012. Sur ce même site ont été également découverts Titanoboa et Cerrejonisuchus.

## Description
Carbonemys est une tortue d'eau douce géante (environ 2,50 m de long, dont 1,80 m pour la carapace), avec une forte mâchoire qui lui aurait permis de s'attaquer à des crocodiles de taille moyenne.